# Lysimachia laxa
Lysimachia laxa är en viveväxtart som beskrevs av Baudo. Lysimachia laxa ingår i släktet lysingar, och familjen viveväxter. Inga underarter finns listade i Catalogue of Life.